# Boris Johnson
Boris Johnson, właśc. Alexander Boris de Pfeffel Johnson (ur. 19 czerwca 1964 w Nowym Jorku) – brytyjski historyk i polityk. W latach 2008–2016 burmistrz Londynu. W latach 2016–2018 minister spraw zagranicznych w pierwszym i drugim gabinecie Theresy May. W latach 2019–2022 lider Partii Konserwatywnej i premier Wielkiej Brytanii.

## Młodość i wykształcenie
Urodził się 19 czerwca 1964 w Nowym Jorku. Jest najstarszym z czworga dzieci Stanleya Johnsona, byłego członka Parlamentu Europejskiego z ramienia brytyjskiej Partii Konserwatywnej i urzędnika Komisji Europejskiej oraz Banku Światowego i jego pierwszej żony, malarki Charlotte Johnson Wahl (1942–2021), córki sir Jamesa Fawcetta, znanego prawnika i przewodniczącego Europejskiej Komisji Praw Człowieka.
Jego pradziadkiem ze strony ojca był czerkiesko-turecki dziennikarz i polityk Ali Kemal. Ze strony ojca Johnson ma również korzenie angielskie i francuskie, a część jego przodków pochodziła od króla Jerzego II Hanowerskiego. Ze strony matki ma korzenie żydowskie, a jego przodkowie pochodzili z Litwy i Rosji.
Ukończył Eton College i Uniwersytet Oksfordzki. Podczas studiów był członkiem elitarnego Klubu Bullingdona.

## Kariera zawodowa i polityczna

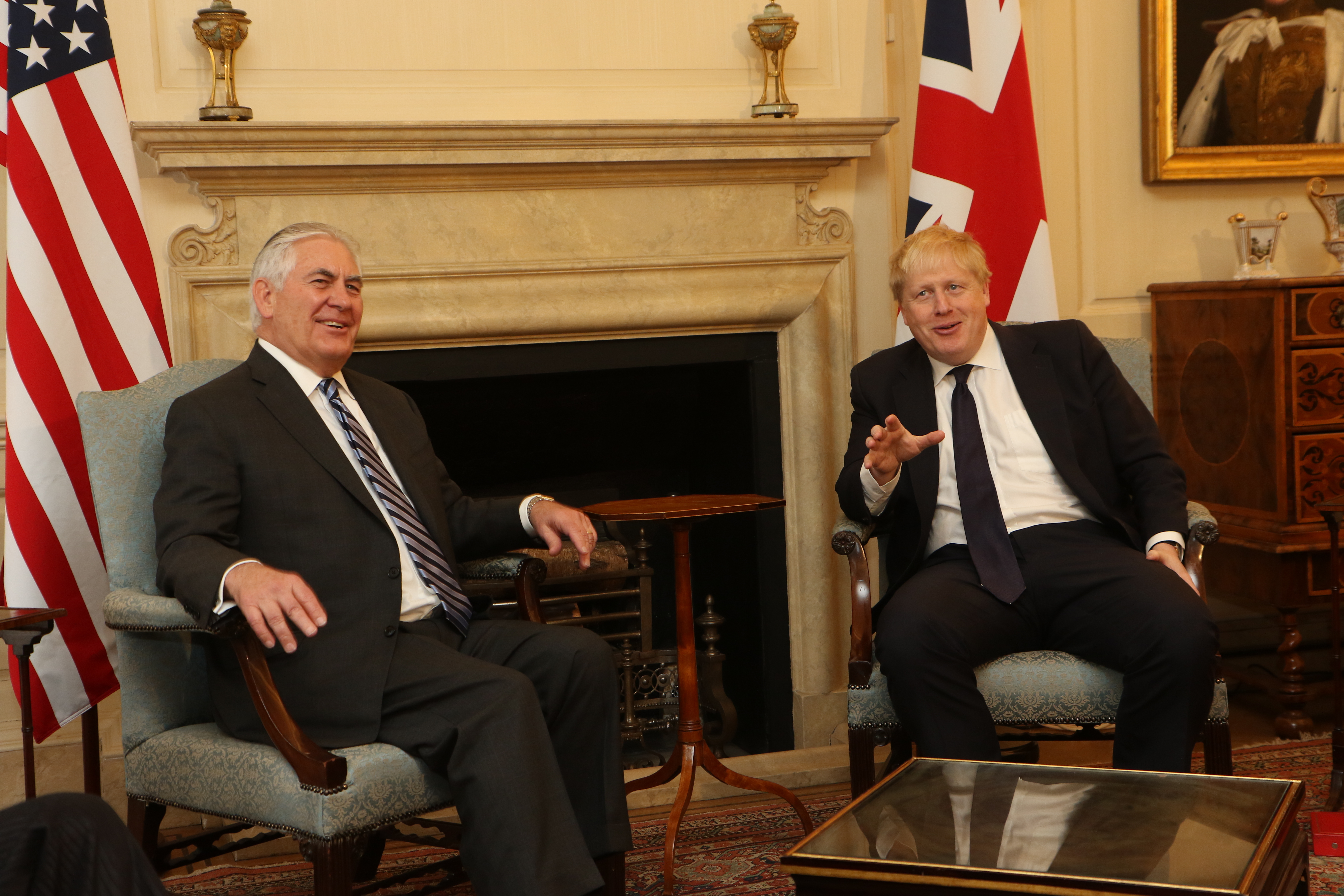
Spotkanie Ministra Spraw Zagranicznych Borisa Johnsona z Sekretarzem Stanu USA Rexem Tillersonem, Londyn, 22 stycznia 2018 r.

Był m.in. redaktorem The Spectator oraz The Daily Telegraph, od 2001 był członkiem brytyjskiej Izby Gmin. Był też ministrem szkolnictwa wyższego w konserwatywnym gabinecie cieni.
W wyborach na stanowisko burmistrza Londynu 1 maja 2008 pokonał dotychczas pełniącego tę funkcję kandydata Partii Pracy, Kena Livingstone’a, i objął urząd 4 maja 2008.

### Burmistrz Londynu
Podczas jego kadencji uruchomiono program Santander Cycles (oryginalnie Barclays Bikes) z 5 tys. rowerów miejskich. W styczniu 2013 roku mianował Andrew Gilligana jako pierwszego pełnomocnika ds. rowerowych. W tym samym roku urząd burmistrza przekazał 913 milionów funtów na inwestycje rowerowe na terenie miasta w latach 2013–2016.
Został wybrany deputowanym do Izby Gmin podczas wyborów parlamentarnych w 2015 roku.

### Deputowany i minister
W kampanii przed referendum w sprawie opuszczenia Unii Europejskiej przez Wielką Brytanię, był jednym z głównych zwolenników Brexitu. 13 lipca 2016 został ministrem spraw zagranicznych w pierwszym gabinecie Theresy May. 9 lipca 2018 podał się do dymisji. W czerwcu 2019 został pozwany za kłamstwa powtarzane przez niego w kampanii dot. referendum o brexicie i w kampanii wyborczej w 2017.
W lutym 2017 zrzekł się obywatelstwa USA.

### Premier Wielkiej Brytanii
23 lipca 2019 został wybrany nowym liderem Partii Konserwatywnej. W głosowaniu uzyskał poparcie 92 153 (ok. 66%) członków partii pokonując Jeremy’ego Hunta.
24 lipca 2019 objął urząd premiera Zjednoczonego Królestwa Wielkiej Brytanii i Irlandii Północnej. 28 sierpnia 2019 królowa Elżbieta II na jego wniosek wyraziła zgodę na zawieszenie we wrześniu działalności parlamentu na pięć tygodni (do 14 października), co wywołało protesty.
W dniach 4 i 5 września 2019 przegrał w Izbie Gmin głosowania: w sprawie przejęcia kontroli przez parlament nad porządkiem obrad, nad ustawą blokującą brexit bez umowy z UE oraz głosowanie w sprawie przedterminowych wyborów parlamentarnych. Stał się tym samym pierwszym w historii brytyjskim premierem, który przegrał trzy pierwsze głosowania w czasie swojej kadencji. Za poparcie ustawy dotyczącej brexitu podjął decyzję o usunięciu z klubu parlamentarnego i uniemożliwieniu kandydowania w wyborach z listy Partii Konserwatywnej (ang. removed the whip) 21 posłom, w tym wnukowi Winstona Churchilla Nicholasowi Soamesowi i byłemu kanclerzowi skarbu Philipowi Hammondowi. Do zawieszenia parlamentu w nocy z 9 na 10 września 2019 przegrał wszystkie trzy kolejne głosowania w Izbie Gmin.
24 września 2019 Sąd Najwyższy Zjednoczonego Królestwa jednogłośnie uznał decyzję o zawieszeniu parlamentu za bezprawną.

#### Przyspieszone wybory i nowa kadencja Izby Gmin
Prowadzeni przez niego Torysi wygrali przedterminowe wybory parlamentarne 12 grudnia 2019 większością 80 miejsc, największą od 1987.
6 kwietnia 2020 w trakcie pandemii COVID-19 w Zjednoczonym Królestwie Boris Johnson jako pierwszy urzędujący premier Jej Królewskiej Mości trafił na oddział intensywnej terapii, gdzie został mu podany tlen. Powodem było zaostrzenie przebiegu choroby wywołanej zakażeniem przez wirus SARS-CoV-2. Jego obowiązki przejął tymczasowo Dominic Raab. 8 kwietnia 2020 jego stan zdrowia "zaczął się poprawiać", a 9 kwietnia opuścił oddział intensywnej terapii.
Boris Johnson znalazł się w ogniu krytyki po tym, gdy na jaw wyszły dokumenty i nagrania sugerujące, że zarówno on jak i członkowie jego gabinetu urządzali przyjęcia w budynkach rządowych podczas obowiązywania ogólnonarodowych restrykcji związanych z pandemią COVID-19. Na jego popularności odbijało się również spowolnienie brytyjskiej gospodarki wraz z rosnącą inflacją. Jednakże  bezpośrednią przyczyną przesilenia politycznego na przełomie czerwca i lipca 2022 roku był wybuch afery związanej z mianowaniem Chrisa Pinchera na stanowisko wiceprzewodniczącego klubu parlamentarnego Torysów w lutym 2022. Jak się okazało, Boris Johnson był świadomy oskarżeń o molestowanie seksualne kierowanych wobec Pinchera przez takie osoby jak brytyjski wioślarz Alex Story, jednakże miał je zlekceważyć, gdyż Pincher zapewniał mu poparcie znacznej grupy posłów Partii Konserwatywnej. Wobec fali rezygnacji członków rządu, która nastąpiła po tym jak 5 lipca dymisję złożyli minister zdrowia Sajid Javid oraz kanclerz skarbu Rishi Sunak, Boris Johnson 7 lipca 2022 złożył rezygnację ze stanowiska lidera Partii Konserwatywnej i premiera Wielkiej Brytanii, zapowiadając że będzie je pełnił do momentu wyłonienia następcy. 5 września 2022 ogłoszono, że wybory wewnętrzne w Partii Konserwatywnej wygrała Liz Truss, tym samym przejmując władzę po Borisie Johnsonie.

## Odznaczenia
- Order Wolności (Ukraina, 2022)[40]
- Krzyż Zasługi I klasy MSZ (Estonia, 2022)[41]